# Дисвинецзолото
Дисвинецзолото — бинарное неорганическое соединение
свинца и золота
с формулой AuPb2,
кристаллы.

## Получение
- В природе встречается минерал анюйит — AuPb2 с примесью сурьмы [3].

- Сплавление стехиометрических количеств чистых веществ:

{\displaystyle {\mathsf {2Pb+Au\ {\xrightarrow {253^{o}C}}\ AuPb_{2}}}}

## Физические свойства
Дисвинецзолото образует кристаллы
кубической сингонии, пространственная группа I 4/mcm, параметры ячейки a = 0,7334 нм, c = 0,5654 нм, Z = 4,
структура типа диалюминиймедь CuAl2
.
Соединение образуется по перитектической реакции при температуре 253°C .
При температуре 3,15 К соединение переходит в сверхпроводящее состояние .